# Regiunea Namangan
Namangan este o regiune în Uzbekistan. Reședința sa este orașul Namangan.